# Expedició Malaspina

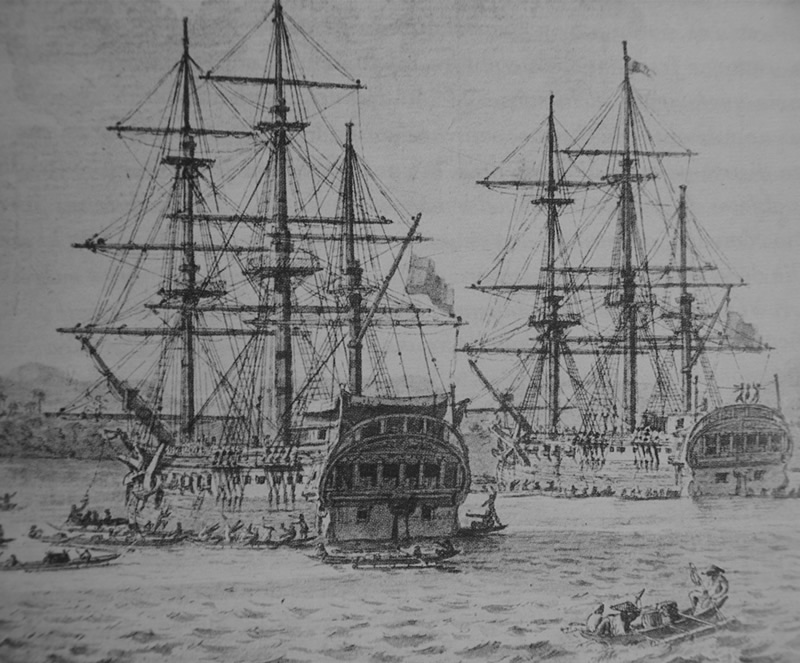
Les corbetes Atrevida i Descubierta.

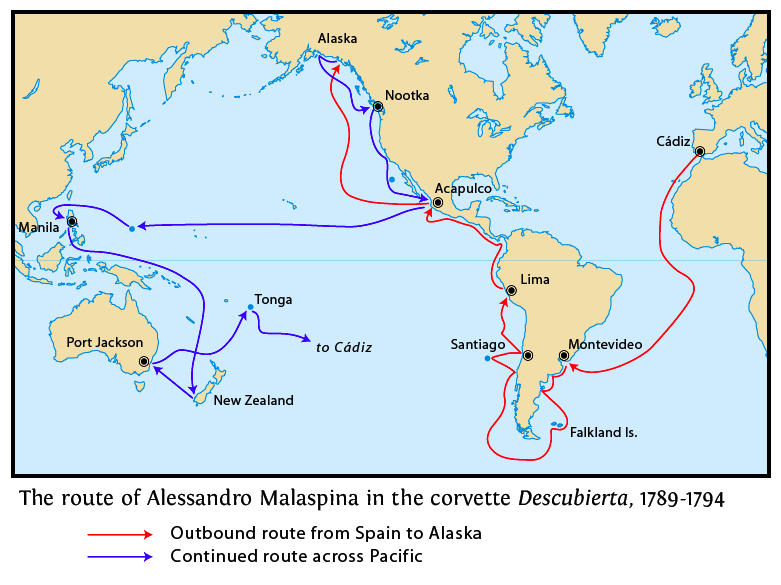
Ruta de la Descubierta.

L'expedició Malaspina va ser una excursió polític-científica al voltant del món, amb la finalitat de visitar gairebé totes les possessions espanyoles en Amèrica i Àsia.
Al setembre de 1788, Alessandro Malaspina i José de Bustamante y Guerra van proposar al govern espanyol l'organització d'una expedició, que es va anomenar posteriorment expedició Malaspina, donada a conèixer pels promotors com «Viaje científico y político alrededor del mundo», durant la travessia va ser coneguda popular i públicament com «Expedición vuelta al mundo». A l'arribada a la Cort el 1794, com no va tornar travessant l'oceà Índic i el cap de Bona Esperança a conseqüència de la guerra del Francès, s'anomenà «Expedición ultramarina iniciada el 30 de julio de 1789», i quan en 1885 es van publicar per primera vegada els treballs de l'expedició pel tinent de navili Pedro Novo, va ser donada a conèixer com a «Viaje recreativo-científico alrededor del mundo por las corbetas Descubierta y Atrevida, al mando de los Capitanes de navío don Alessandro Malaspina y don José Bustamante y Guerra des de 1789 a 1794»; posteriorment es conegué com a expedició Malaspina. En l'actualitat, diverses institucions espanyoles han posat en marxa una gran expedició científica de circumnavegació que rep el nom d'aquest marí en reconeixement de la seva aportació: l'expedició Malaspina (2010-2011).

## Antecedents i prolegòmens
La intensa activitat d'exploració del Pacífic desenvolupada per França i Anglaterra a finals del segle xviii va provocar la reacció del Regne d'Espanya. Des que l'expedició de Fernão de Magalhães va creuar el Pacífic i va descobrir les Filipines, Espanya havia considerat el Mar del Sud com de la seva exclusiva propietat, controlant les Filipines en l'oest i la gairebé totalitat de la seva riba est, des de Xile fins a Califòrnia, i com a resposta dels intel·lectuals espanyols a les exploracions científiques franceses i angleses de James Cook i Jean-François de La Pérouse a través d'un oceà que durant dos segles i mig va ser considerat com un mar espanyol.
| «                                                                       | La monarquia [espanyola] de l'època dedicava al desenvolupament científic un pressupost incomparablement superior al de la resta de nacions europees. L'imperi del Nou Món era un vast laboratori per a l'experimentació i una immensa font de mostres. Carles III d'Espanya estimava tot el referent a la ciència i la tècnica, de la rellotgeria a l'arqueologia, dels globus aerostàtics a la silvicultura. En les últimes quatre dècades del segle xviii una sorprenent quantitat d'expedicions científiques van recórrer l'Imperi Espanyol. Expedicions botàniques a Nova Granada, Mèxic, Perú i Xile reunint un complet mostrari de la flora americana. La més ambiciosa d'aquelles expedicions va ser un viatge fins a Amèrica ia través del Pacífic per un súbdit espanyol d'origen napolità, Alessandro Malaspina. | » |
| — Felipe Fernández-Armesto Pathfinders: A Global History of Exploration | |   |

Els propòsits de l'expedició eren incrementar el coneixement sobre ciències naturals (botànica, zoologia, geologia), realitzar observacions astronòmiques i construir cartes hidrogràfiques per a les regions més remotes d'Amèrica. El projecte va rebre l'aprovació de Carles III, dos mesos abans de morir. L'expedició, que comptava amb les fragates Atrevida i Descubierta, dissenyades i construïdes especialment per al viatge va salpar de Cadis el 30 de juliol de 1789, portant a bord a la flor i nata dels astrònoms i hidrògrafs de la Marina espanyola, com Juan Gutiérrez de la Concha, acompanyats també per grans naturalistes i dibuixants, com el professor de pintura José del Pozo, els pintors José Guio i Fernando Brambila, el dibuixant i cronista Tomás de Suria, el botànic Luis Nee, els naturalistes Antonio Pineda i Tadeu Haenke, i el marí Dionisio Alcalá Galiano.

## L'expedició

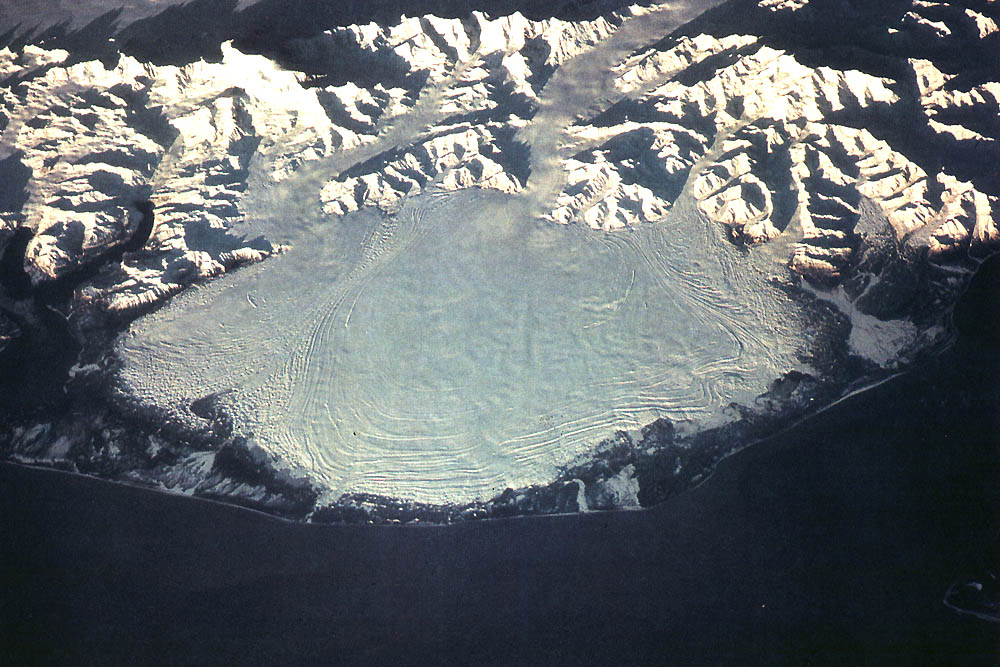
Glacera de Malaspina en Alaska.

Després de fondejar durant uns dies en les illes Canàries, van navegar per les costes de Sud-amèrica fins al Riu de la Plata, arribant a Montevideo el 20 de setembre. D'aquí, van recalar en la Patagònia i van seguir fins a les illes Malvines, creuant el Cap d'Hornos i passant a l'oceà Pacífic el 13 de novembre, explorant la costa i recalant a Chiloé, Talcahuano, Valparaíso, Santiago de Xile, Callao, Guayaquil i Panamà, per arribar finalment Acapulco l'abril de 1791.
En arribar allà, van rebre l'encàrrec del rei Carles IV d'Espanya de trobar el Pas del Nord-oest, que se suposava unia els oceans Pacífic i Atlàntic. Malaspina, en lloc de visitar Hawaii com pretenia, va seguir les ordres del rei, arribant fins a la badia de Yakutat i el fiord Prince William (Alaska), on es van convèncer que no existia el pas. Va tornar cap al sud, fins a Acapulco, on van arribar el 19 d'octubre de 1791, després d'haver passat per l'Illa de Nootka, de sobirania espanyola a l'illa de Vancouver, i per Monterrey a Califòrnia.
A Acapulco, el virrei de la Nova Espanya va ordenar a Malaspina reconèixer i cartografiar l'estret de Juan de Fuca, al sud de Nootka. Malaspina va requisar dos petits navilis, la Subtil i la Mexicana, posant-los sota el comandament de dos dels seus oficials, Dionisio Alcalá Galiano i Cayetano Valdés. Aquests vaixells van deixar l'expedició i es van dirigir a l'estret de Juan de Fuca per complir l'ordre.
La resta de l'expedició va posar rumb al Pacífic, navegant després a través de les illes Marshall i les Marianes i fondejant en Manila (Filipines) al març de 1792. Allà, les fragates es van separar. Mentre que Atrevida es va dirigir a Macau, Descubierta explorar les costes filipines. A Manila moriria per unes febres el botànic Antonio Pineda. Reunides de nou, al novembre de 1792, ambdues fragates van deixar Filipines i van navegar a través de les Cèlebes i les illes Moluques, dirigint-se posteriorment a l'illa Sud de Nova Zelanda (25 de febrer de 1793), cartografiant el fiord de Doubtful Sound. La següent escala va ser la colònia britànica de Sydney, des d'on van tornar al port del Callao, tocant a l'illa de Vava'u, i des d'allí, pel cap d'Hornos, tornant a fondejar a les illes Malvines. A principis de 1794 la corbeta Atrevida integrant aquesta expedició comandada pel capità de navili José de Bustamante y Guerra, es va separar de la seva nau bessona a les illes Malvines i es va dirigir a verificar els descobriments de les Illes Geòrgia del Sud i Sandwich del Sud. L'Atrevida va reconèixer les exactes coordenades de les Illes Aurora: va albirar a la principal de les Cormorán el 20 de febrer d'aquest any, albirant seguidament a totes les altres illes incloses les roques Negres; van tornar a Cadis el 21 de setembre de 1794.
L'expedició va aixecar mapes, va compondre catàlegs minerals i de flora i va realitzar altres investigacions científiques. Però no va abordar simplement qüestions relatives a la geografia o la història natural. En cada escala, els membres de l'expedició van establir immediat contacte amb les autoritats locals i eventuals científics per ampliar les tasques de recerca.
En tornar a Espanya, Malaspina va presentar un informe, Viaje científico y recreativo alrededor del mundo (1794), que incloïa un informe polític confidencial, amb observacions crítiques de caràcter polític sobre les institucions colonials espanyoles i favorable a la concessió d'una àmplia autonomia a les colònies americanes i del Pacífic, el que li va valer que, al novembre de 1795, fos acusat per Manuel Godoy de revolucionari i conspirador i condemnat a deu anys de presó al castell de Sant Antón de La Corunya.

## Resultats de l'expedició Malaspina i Bustamante
L'objectiu de Malaspina i Bustamante era realment ambiciós. Aspiraven a dibuixar un quadre raonat i coherent dels dominis de la monarquia espanyola. Per això, no només comptava amb els treballs dels seus col·laboradors, sinó que també va investigar en els materials dels principals fitxers i fons de l'Amèrica espanyola. A través dels seus diaris i escrits, van tenir cabuda els diferents aspectes de la realitat de l'imperi, des de la mineria i les virtuts medicinals de les plantes fins a la cultura, i des de la població de la Patagonia fins al comerç filipí. D'aquesta manera culmina, seguint els principis de la Il·lustració, l'experiència descobridora i científica de tres segles de coneixement del Nou Món i la tradició hispana de relacions geogràfiques i qüestionaris d'Índies. I ho fan sota una fórmula característica del període, doncs, imbuït del credo cientifista i naturalista de la Il·lustració, el que va fer Malaspina en realitat va ser compondre una veritable física de la Monarquia.
En tornar, l'expedició Malaspina i Bustamante havia acumulat una quantitat ingent de material: la col·lecció d'espècies botàniques i minerals, així com observacions científiques (van arribar a traçar 70 noves cartes nàutiques) i dibuixos, croquis, esbossos i pintures, era impressionant, la més gran que haurien de reunir en un sol viatge navegants espanyols en tota la seva història.

## Publicacions
Amb els coneixements i l'experiència es va publicar un Atles amb 34 cartes nàutiques. Durant el procés de Malaspina en 1795 s'havia pretès eliminar els materials de l'expedició, tot i que van ser preservats en la Direcció d'Hidrografia del Ministeri de Marina a Madrid. El gruix d'aquell treball hauria de romandre inèdit fins al 1885, quan el tinent de navili Pedro de Novo y Colson publicar la seva obra Viaje recreativo-científico alrededor del mundo por las corbetas Descubierta y Atrevida, al mando de los Capitanes de navío don Alessandro Malaspina y don José Bustamante y Guerra desde 1789 a 1794, tot i que alguns materials, com certes observacions astronòmiques i d'història natural, s'havien perdut per sempre. Part de les col·leccions d'història natural apilades durant l'Expedició, sobretot les relacionades amb la Botànica, van córrer millor sort: l'herbari de Luis Nee va ser donat al Real Jardí Botànic de Madrid, on es conserva actualment, i moltes espècies van ser descrites gràcies a aquests materials pel seu director de llavors, Antoni Josep Cavanilles i Palop.
L'almirall rus Adam Johann von Krusenstern va ser el primer que va publicar la relació del viatge de Malaspina, a Sant Petersburg, per lliuraments entre 1824 i 1827, a la revista del almirantazgo rus.

## L'expedició en l'actualitat
En reconeixement de l'aportació de Malaspina, diverses institucions espanyoles van posar en marxa una gran expedició científica de circumnavegació que rep el seu nom. L'expedició Malaspina (2010-2011) és un projecte de recerca interdisciplinar els principals objectius van ser estudiar el canvi global i la biodiversitat en l'oceà. Des de desembre de 2010 fins a juliol de 2011, més de 250 científics a bord dels vaixells d'investigació oceanogràfica Hespérides (A-33) i Sarmiento de Gamboa van dur a terme l'expedició que uneix la investigació científica amb la formació de joves investigadors i el foment de les ciències marines i la cultura científica a la societat.